# Кантріл (Айова)
Кантріл (англ. Cantril) — місто (англ. city) в США, в окрузі Ван-Б'юрен штату Айова. Населення — 224 особи (2020).

## Географія
Кантріл розташований за координатами 40°38′34″ пн. ш. 92°4′6″ зх. д. / 40.64278° пн. ш. 92.06833° зх. д. (40.642841, -92.068466).  За даними Бюро перепису населення США в 2010 році місто мало площу 1,32 км², уся площа — суходіл.

## Демографія
Згідно з переписом 2010 року, у місті мешкали 222 особи в 104 домогосподарствах у складі 59 родин. Густота населення становила 169 осіб/км².  Було 118 помешкань (90/км²).
Расовий склад населення:
| - 98,6 % — білих - 0,5 % — вихідців з тихоокеанських островів - 0,5 % — азіатів |

До двох чи більше рас належало 0,0 %. Частка іспаномовних становила 0,5 % від усіх жителів.
За віковим діапазоном населення розподілялося таким чином: 21,6 % — особи молодші 18 років, 51,4 % — особи у віці 18—64 років, 27,0 % — особи у віці 65 років та старші. Медіана віку мешканця становила 49,0 року. На 100 осіб жіночої статі у місті припадало 105,6 чоловіків;  на 100 жінок у віці від 18 років та старших — 100,0 чоловіків також старших 18 років.
Середній дохід на одне домашнє господарство  становив 49 046 доларів США (медіана — 34 583), а середній дохід на одну сім'ю — 71 281 долар (медіана — 61 875). Медіана доходів становила 31 944 долари для чоловіків та 41 250 доларів для жінок. За межею бідності перебувало 21,6 % осіб, у тому числі 40,4 % дітей у віці до 18 років та 20,4 % осіб у віці 65 років та старших.
Цивільне працевлаштоване населення становило 121 осіб. Основні галузі зайнятості: виробництво — 31,4 %, освіта, охорона здоров'я та соціальна допомога — 19,0 %, сільське господарство, лісництво, риболовля — 9,9 %, будівництво — 8,3 %.